# Kamanová
Kamanová (hongrois : Kálmánfalva) est un village de Slovaquie situé dans la région de Nitra.

## Histoire
Première mention écrite du village en 1419.

## Démographie

### Évolution de la population
| Année:               | 1994. | 2004.   | 2014.   | 2024.   |
| -------------------- | ----- | ------- | ------- | ------- |
| Nombre de personnes: | 573   | 619     | 604     | 596     |
| Différence:          |       | +8,02 % | -2,42 % | -1,32 % |

| Année:               | 2023. | 2024.   |
| -------------------- | ----- | ------- |
| Nombre de personnes: | 605   | 596     |
| Différence:          |       | -1,48 % |